# 辜搭
辜搭（雅美語：Kotat），是台灣達悟族傳說中的大螃蟹，他原本被一個小孩所飼養，但被其父母所殺。

## 傳說
據說曾經有一個小女孩在父母出門的時候，拿著芋頭到海邊玩，並且在海邊遇到一隻大螃蟹，把她所掉下的芋頭渣吃掉，小女孩覺得很有趣，就把剩下的芋頭也剝給螃蟹吃，並且持續了好幾天，每當她抵達海邊時，就會喊：「Cingicingi rana kotakotat, ta kanekanen ta rana o moto ta.（出來吧！出來吧！螃蟹，來與我共食！）」螃蟹就會出現了，而她就這樣餵養螃蟹好一陣子。
她的父母很好奇為什麼她每天都要帶一堆芋頭出門，於是偷偷在某天出門後折返、偷偷跟著女兒到海邊，發現她在把芋頭給大螃蟹吃，後來他們趁著小女孩離開去做其他事的時候，把螃蟹抓來吃了，後來小女孩又拿著芋頭去海邊，但螃蟹遲遲沒有出來，她回家後又發現父母沒有處理掉的蟹殼，知道自己的寵物被吃掉了，而且父母沒有分享，所以她很生氣地跑到海邊，叫一顆巨大的礁石分成兩半、自己走進去後又讓礁石合起來包住自己，只剩一點頭髮露在外面，父母再也找不到她。
其他版本
也有的版本中小女孩養螃蟹是為了孝敬父母，而她呼喚螃蟹的方式則是夢中有人告訴她，但父母因為不明原因殺了螃蟹並用石頭埋起來，找不到螃蟹的小女孩又夢到有人跟她說螃蟹已經死了，大受打擊的她在隔天前往海邊，站在一顆活石（Lalitan）上呼喊著土蜂讓自己沉入石頭中，父母找到她時她的下半身已經不見了，小女孩跟父母道別後，整個身體都沒入其中，而天上也降下聲音譴責父母，並且預告他們將在三天後離世。後來因為逼死了自己的女兒，父母受到全部落的人的批評，自己也傷心欲絕，果然在三天後就死了，而小女孩呼喚螃蟹的歌也成為孩子們最愛唱的童謠。